# Wehrau (Fluss)
Die Wehrau ist ein kleiner Fluss in Schleswig-Holstein, der südlich von Rendsburg in den Nord-Ostsee-Kanal mündet.
Die Wehrau ist mit einem Einzugsgebiet von 151 km² nach der südlichen Eider der größte Zufluss des Nord-Ostsee-Kanals. Ursprünglich war sie ein linker Nebenfluss der Eider, der Bau des Kanals, der oberhalb von Rendsburg im alten Eiderbett verläuft, schnitt sie jedoch von der heutigen Untereider ab. Jetzt mündet die Wehrau von Süden kommend am Kanalkilometer 62,3 in Osterrönfeld in den Nord-Ostsee-Kanal. Im Mittelalter wurde die Wehrau zunächst Rönne genannt. Ihr heutiger Name resultiert vermutlich aus der Tatsache, dass sie in Kriegsfällen zur Verteidigung der Stadt Rendsburg aufgestaut wurde.
Die Wehrau entspringt bei Emkendorf nahe der Straße nach Haßmoor und fließt dann zunächst nach Westen in Richtung der Emkendorfer Ortschaft Bokelholm. Hier, an der Bahnstrecke Neumünster–Flensburg, teilt sie sich in zwei Arme: Der rechte Arm, Linnbek genannt, erhält das meiste Wasser und fließt nordöstlich der Bahnstrecke nach Osterrönfeld. Der linke, Wehrau genannte Arm bezieht sein Wasser hauptsächlich von der vom Brahmsee kommenden Mühlenau und unterquert die Bahnstrecke zweimal, zuerst bei Bokelholm und dann wieder bei Osterrönfeld, wo er sich wieder mit dem Linnbek vereinigt.